# Madeleine Seltzer
Pour les articles homonymes, voir Seltzer.
Madeleine Seltzer, née le 19 janvier 1894 à Souma, près d'Alger en Algérie et morte le 1er septembre 1990 à La Garde dans le Var est diplômée infirmière de la Maison de santé protestante de Bordeaux, fondatrice et directrice de divers établissements médicaux et médico-sociaux.

## Biographie

### Famille
Madeleine naît dans une famille protestante installée en Algérie à Souma près d’Alger. La famille Seltzer est originaire d’un village du Bas-Rhin, Dorlisheim. Son père, Édouard Seltzer (1863-1937), ne supportant pas de vivre sous domination allemande, émigre en Algérie, où il est régisseur d’un domaine agricole. Il prend ensuite la direction  de l’orphelinat protestant de Dely-Brahim. Puis il retourne en Alsace où il épouse à Strasbourg le 25 juillet 1889 Emma Brion (1863-1956), issue d’une famille de notables protestants qui compte de nombreux pasteurs et apporte son soutien à la paroisse Saint-Paul de Strasbourg. Emma, quatrième d’une famille de dix enfants (trois filles et sept garçons), est la fille d’Auguste Brion, entrepreneur en construction, et d’Élisabeth Louise Schnell.
Édouard emmène sa jeune femme en Algérie où ils assurent la direction de l’orphelinat de Dely-Brahim. Ils ont sept enfants, Marc (1890-1914), Marie-Louise (1891-1983), Madeleine (1894-1990), Jean (1896-1917), Edmond (1899-1957), Éveline (1901-1987), Édith (1906-1926). Après quelques années, Édouard acquiert un domaine à Souma dans une région où s’est déjà implantée une communauté protestante. Son frère Charles (1865-1943) s’y installe aussi et épouse en 1892 une Suissesse, Élise Burgin.
Madeleine perd deux de ses frères : Marc puis Jean, tués pendant la Grande Guerre. À la fin de la guerre, à la suite du décès de ses deux fils aînés, Édouard Seltzer, complètement découragé, vend son domaine. La famille part pour Strasbourg. Édouard et sa femme s’installent, en 1921, dans la commanderie de Molsheim (Bas-Rhin) avec leur fille Édith, tuberculeuse.

### Études
Madeleine fait ses études secondaires à Alger et obtient le brevet de capacité d’enseignement primaire le 16 novembre 1909. C’est une conteuse remarquable qui a l’art de captiver son auditoire. Elle s’attache à faire connaître la Bible aux enfants autour d’elle. À partir de 1910, elle fait un long séjour à Francfort pendant lequel elle étudie l’allemand, le piano et le chant. De juillet 1916 à juin 1918, Madeleine et ses sœurs Éveline et Marie-Louise sont élèves de l’École de la Maison de santé protestante de Bordeaux-Bagatelle (MSP). Antoinette Hervey est la tutrice de Madeleine. C’est le début d’une longue amitié.

## Philanthropie de la famille Seltzer
Madeleine, apprenant les difficultés que rencontre le Dr Anna Hamilton, directrice de la MSP, avec son conseil d’administration, qui veut fermer l’institution, sensibilise sa famille à sa détresse. Édouard et Emma décident de donner les parts d’héritage de leurs deux fils décédés, 250 000 francs-or, à la MSP. La famille met une clause à cette donation : que l’institution continue sa mission de soulager les malades.

### Fondation Édith-Seltzer
En 1921, sa sœur Marie-Louise épouse en 1889 un viticulteur de l’Hérault, André Gaussorgues, fils de Simon Samuel (1857-1909), avocat et député du Gard, originaire d’Anduze.
De 1921 à 1922, Madeleine est infirmière chef à l’École de la MSP. De 1924 à 1926, elle est directrice du sanatorium Bethel à Aubure dans le Haut-Rhin, où sa sœur Édith s’éteint en 1926, à l’âge de dix-neuf ans. Édouard et Emma, qui supportent avec difficulté le climat alsacien, achètent une propriété à Toulon et, dans les années 1930, à Sanary-sur-Mer (Var).
En 1927, Madeleine et Éveline, sa sœur, acquièrent des terrains au Chambon-sur-Lignon (Haute-Loire), et font construire une maison destinée à des infirmières ayant besoin de repos. Toutes deux y travaillent comme garde-malades. En mai 1929, Madeleine et Éveline envisagent une fondation en mémoire de leur sœur Édith : la Fondation Édith-Seltzer, avec la création d’un sanatorium. Elles contactent le Dr Édouard Rist (1871-1956) qui accepte la présidence. 
Pendant l’été 1929, les deux sœurs se rendent à Briançon (Hautes-Alpes) pour trouver un lieu d’implantation pour leur fondation. Elles bénéficient de l’enthousiasme et de l’efficacité de leurs nombreuses relations : entre autres Antoinette Hervey et Juliette Delagrange, qui effectuent de nombreuses démarches administratives.
Le 14 mars 1930, Madeleine et Éveline font don du montant de la dot constituée par leurs parents en vue de leurs mariages, les familles Gaussorgues et Brion s’associent à elles. Le premier achat de terrains se fait en novembre 1930.  La reconnaissance de l’utilité publique est obtenue le 15 mars 1931.
En novembre 1931, Chantoiseau est assimilé aux sanatoriums publics. Dans un souci d’œcuménisme, Madeleine se rend aux Journées sociales organisées par Marie de Liron d’Airoles et l’Union catholique des services sanitaires et sociaux (UCSS), où elle obtient le soutien du R.P. Sanson, prêtre de l’Oratoire, prédicateur à Notre-Dame de Paris, et ce jusqu’en 1955. Quant à Léonie Chaptal, réticente, elle accorde son appui à condition que l’institution reste confessionnellement neutre.
En 1932, les deux sœurs ont réussi à réunir les 900 000 francs nécessaires pour avoir droit aux subventions et prêts accordés par l’État.
Le conseil d’administration du 26 juin 1933 prépare l’inauguration avec deux vice-présidents : le RP Sanson et Juliette Delagrange. Sollicitée par Suzanne de Dietrich, la secrétaire générale est Marguerite Haller, brillante magistrate, première femme à avoir présidé une Cour d’appel. Le trésorier est Roger Oberkampf de Dabrun, artiste-peintre. Parmi les membres : le Dr Paul Armand-Delille (1874-1963), le Dr Ribadeau-Dumas, Charles Latune, industriel papetier demeurant à Blacons-par-Aouste (Drôme), et son épouse Aimée (1875-1962), une des filles du pasteur et théologien Thomas Fallot (1844-1904), le pasteur Nicolas Raoul-Duval (1896-1979), leur oncle Charles Seltzer. En 1933, le Comité d’honneur compte le cardinal Verdier, archevêque de Paris, le pasteur Marc Boegner, président du conseil de la Fédération protestante de France, Israël Lévy, grand rabbin de France, André Honnorat (1868-1950), ancien ministre, le Pr Jules Courmont de Lyon, le Pr Pierre Lépine de Lyon, le Pr Jacques Parisot de Nancy, le Pr Émile Sergent de Paris, Mme de Galard, Mme Achille Fould, Marie de Liron d’Airoles.
Le 23 juillet 1933, la cérémonie d’inauguration réunit une foule de personnalités éminentes. Chantoiseau, destiné aux infirmières ayant contracté la tuberculose en service actif, remplit très vite ses soixante-dix places. L’institution leur offre aussi des possibilités pour finir études et formation. En ce mois de juillet, le sanatorium reçoit la visite d’une partie des participantes du Congrès international des infirmières organisé par Léonie Chaptal, ainsi que celles du Congrès de l’UCSS.
C’est Madeleine Seltzer qui assure la direction jusqu’en 1947. Un médecin résident est attaché à Chantoiseau.
En 1934, le Dr Rist rapporte les éloges qu’il entend de tous côtés. En octobre 1936, il voudrait nommer à la place de Madeleine un docteur en médecine pour diriger Chantoiseau. Cela soulève de nombreuses discussions et nécessite un vote du conseil d’administration. Le résultat est favorable au maintien d’une infirmière diplômée comme directrice. Furieux, le Dr Rist démissionne.
En 1947, Madeleine annonce sa décision de prendre sa retraite. Elle est remplacée par Lise Braesch, garde-malade diplômée. En 1948, le Dr Courcoux prend le prétexte que, récemment promue directrice, cette dernière ne peut pas être maintenue dans ses fonctions en raison des circulaires administratives des caisses de Sécurité sociale. Il ajoute que l’autorité d’un homme est nécessaire. Il s’ensuit de longues et orageuses discussions, qui débouchent sur la rédaction et le vote d’un nouveau règlement intérieur : désormais, le médecin directeur sera aidé dans ses fonctions de direction par l’infirmière surveillante générale.
À partir de janvier 1949, Madeleine Seltzer, pour veiller à l’esprit de cette fondation, est appointée comme conseillère technique.

### Fortitude Sanary
En 1952, Madeleine achète des terrains à Sanary et fonde la société civile immobilière de la Fortitude, impasse Bory, enregistrée à Ollioules le 21 mai 1952. Elle fait construire un immeuble de dix-sept appartements pour personnes âgées disposant de moyens modestes. Madeleine, désormais installée à Sanary, est la gérante bénévole de la Fortitude. Elle et sa sœur Éveline acceptent d’être présentées aux élections municipales : Éveline est élue conseillère municipale de Sanary. En 1956, Madeleine est une des fondatrices de l’Association protestante d’aide et d’assistance aux personnes âgées (APAAPA), déclarée au Journal Officiel le 11 février 1956.
La Fortitude a été fermée en 2008.

### Chantesoleil
Madeleine contribue à l’ouverture en 1959 d’une annexe à Chantoiseau, Chantesoleil, centre de rééducation par le travail pour jeunes filles : elles choisissent de se mettre à niveau pour entrer à l’école d’infirmières de Grenoble, ou de suivre des cours de sténo-dactylo correspondancière, d’aide-comptable, d’aide-soignante.

## Distinction
En 1984, Madeleine reçoit la croix de la Légion d’honneur.

## Fin de vie
Éveline décède à Sanary le 15 janvier 1987. Madeleine décède à La Garde le 1er septembre 1990.

## Archives
- Archives de la Maison de santé protestante de Bordeaux.
- Archives de Chantoiseau. Archives de la Maison de santé Ambroise-Paré de Lille.
- Archives familiales des familles Seltzer et Gaussorgues.
- Archives de l’Association d’hygiène sociale de l’Aisne.